# Дроздовский, Гордей Иванович
Гордей Иванович Дроздовский (4 (16) января 1835, Полтавская губерния — 11 (23) января 1908, Чернигов) — генерал-майор Русской Императорской армии.

## Биография
Родился 4 (16) января 1835 года в Полтавской губернии. Его отцом был титулярным советником, и в 1863 году получил дворянство.
Учился в Нежинской гимназии высших наук. После ушел в армию, и с 1854 года числится унтер-офицером резервного батальона егерского Тарутинского полка, а после череды переводов служит в 46-м Днепровском пехотном полку.
Во время Крымской войны молодой унтер-офицер Дроздовский становится участником обороны Севастополя в 1855 году, во время которой отличился храбростью, за что и был повышен в звании до прапорщика. Также был участником сражения на Чёрной речке, закончившимся тяжелейшим разгромом русской армии.
Несмотря на поражение России в Крымской войне, Дроздовский продолжает службу в армии. В 1862 году Дроздовский был произведен в поручики и числится дежурным офицером в юнкерском училище в Павловске, преподаёт воинский устав. Усердие поручика отмечает начальство, и в 1865 году он был награждён орденом Святого Станислава 3-й степени.
В 1890-е годы, в звании полковника, был командиром 167-го пехотного резервного Острожского полка. В 1896 году был уволен в отставку с мундиром и пенсией с производством в генерал-майоры.
После ухода в отставку живёт в Чернигове, где и умер 11 января 1908 года.

#### Семья
Был женат на Надежде Николаевне.
Сын — белогвардеец, генерал-майор Михаил Дроздовский.
Дочери — Юлия (1866—1922); фактически воспитала Михаила, была ему «второй матерью»; сестра милосердия во время Русско-японской войны, была награждена серебряной медалью; после занятия Чернигова белыми в октябре 1919 года была эвакуирована на юг в сопровождении сестры милосердия Дроздовского полка, умерла в эмиграции в Греции; Ульяна (1869—1921), Евгения (1873 — не ранее 1916).